# Bernard Parmantier
Bernard Parmantier, né le 5 février 1924 et mort le 22 novembre 1993, est un homme politique français.

## Détail des fonctions et des mandats
Mandat parlementaire
- 25 septembre 1977 - 1er octobre 1986 : Sénateur de Paris